# Étienne Giroire
 (septembre 2018).
Si vous disposez d'ouvrages ou d'articles de référence ou si vous connaissez des sites web de qualité traitant du thème abordé ici, merci de compléter l'article en donnant les références utiles à sa vérifiabilité et en les liant à la section « Notes et références ».

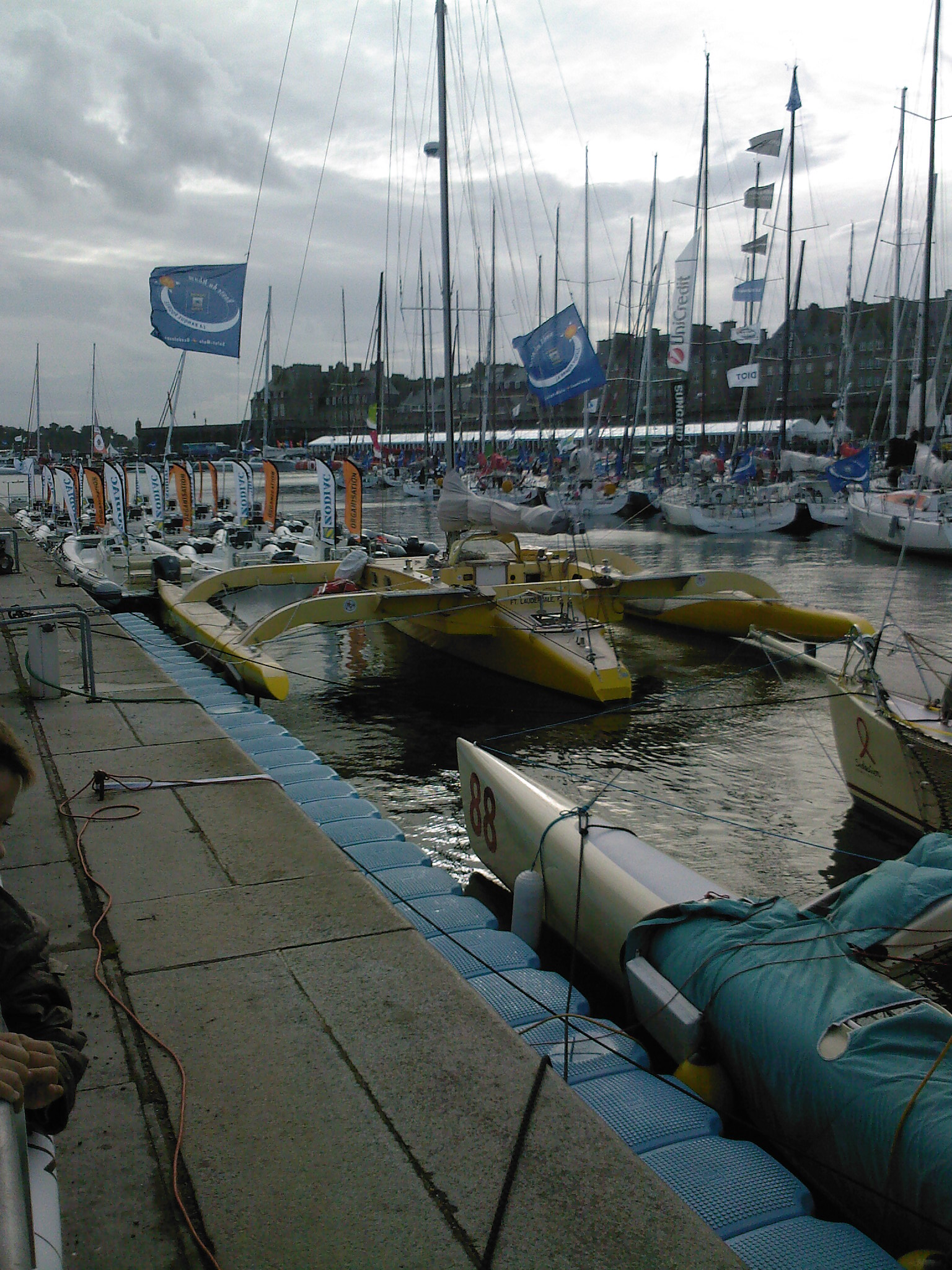
ATNinc.com (Up My Sleeve), quelques jours avant le départ de la Route du Rhum 2010

Étienne Giroire est un skipper franco-américain, né le 22 septembre 1954 à Thouars dans les Deux-sèvres.